# برايان فيشر (لاعب كرة قاعدة)
برايان فيشر (بالإنجليزية: Brian Fisher)‏ هو لاعب كرة قاعدة أمريكي، ولد في 18 مارس 1962 في هونولولو في الولايات المتحدة.

## وصلات خارجية
- برايان فيشر على موقعبيزبول رفرنس.كوم (الدوري الرئيسي) (الإنجليزية)
- برايان فيشر على موقع مشجعي الرسوم البيانية (الإنجليزية)